# Åkerströms blandning
Åkerströms blandning är ett studioalbum av vissångaren Fred Åkerström, utgivet 1982 på skivbolaget Metronome. Albumet blev Åkerströms sista.
Åkerströms blandning producerades av Anders Burman och spelades in i Metronomes studio i Stockholm 1981–1982. Ljudtekniker var Janne Ugand och visorna arrangerades av Anders Ekdahl. Albumet utkom på CD 1990.

## Innehåll

### LP
Sida A
1. "Artisten" (Fritz Sjöström)
2. "En liten konstnär" (Nils Ferlin, Lille-Bror Söderlundh)
3. "Kajsas udde" (Alf Hambe)
4. "När du går" (Kaj R. Hansson)
5. "Möte med musik" (Gösta Kullenberg)
6. "Far har fortalt" (Lillebjørn Nilsen)
7. "Liten gosse" (trad., text av Fred Åkerström)

Sida B
1. "Fragancia" (Evert Taube)
2. "Visa till Katarina" (Fritz Sjöström)
3. "Margareta" ("The Last in Love", J.D. Souther, G.Frey, Åkerström)
4. "Sann berättelse ur livet" (Ruben Nilson, Åkerström)
5. "Vän av ordning" (Fritz Sjöström)
6. "Ett liv efter detta" (Gustaf Fröding, Torgny Björk)

### CD
1. "Artisten" (Fritz Sjöström)
2. "En liten konstnär" (Nils Ferlin, Lille-Bror Söderlundh)
3. "Kajsas udde" (Alf Hambe)
4. "När du går" (Kaj R. Hansson)
5. "Möte med musik" (Gösta Kullenberg)
6. "Far har fortalt" (Lillebjørn Nilsen)
7. "Liten gosse" (trad., text av Fred Åkerström)
8. "Fragancia" (Evert Taube)
9. "Visa till Katarina" (Fritz Sjöström)
10. "Margareta" ("The Last in Love", J.D. Souther, G.Frey, Åkerström)
11. "Sann berättelse ur livet" (Ruben Nilson, Åkerström)
12. "Vän av ordning" (Fritz Sjöström)
13. "Ett liv efter detta" (Gustaf Fröding, Torgny Björk)